# سرجان آندریچ
سرجان آندریچ (کرواتی: Srđan Andrić؛ زادهٔ ۵ ژانویهٔ ۱۹۸۰) بازیکن فوتبال اهل کرواسی بود.
از باشگاه‌هایی که در آن بازی کرده‌است می‌توان به باشگاه فوتبال الوحده امارات، باشگاه فوتبال پاناتینایکوس، و باشگاه فوتبال هایدوک اسپلیت اشاره کرد.
وی همچنین در تیم‌های ملی فوتبال Croatia national under-19 football team، زیر ۲۱ سال کرواسی، و کرواسی بازی کرده‌است.